# دا سيلفا
دا سيلفا (26 يونيو 1991 - ) هو لاعب كرة قدم برازيلي في مركز الوسط.

## وصلات خارجية
- دا سيلفا على موقع قاعدة بيانات كرة القدم.إي يو (الإنجليزية)
- دا سيلفا على موقع Soccerway.com (الإنجليزية)